# Pugwash (miejscowość)
Pugwash – wieś (village) w kanadyjskiej prowincji Nowa Szkocja, w hrabstwie Cumberland, nad cieśniną Northumberland Strait, miejscowość spisowa (designated place). Według spisu powszechnego z 2016 obszar miejscowości spisowej to: 9,81 km², a zamieszkiwało wówczas ten obszar 736 osób (gęstość zaludnienia 75,0 os./km²).
Miejscowość, której nazwa pochodzi od określenia Pagweak w języku mikmak oznaczającego ławicę i w 1826 proponowano (bez sukcesu) jej zmianę na Waterford, była miejscem, gdzie odbyła się przy wsparciu pochodzącego z niej przemysłowca i filantropa Cyrusa Eatona pierwsza konferencja ruchu Pugwash.